# Systrar i jeans – Andra sommaren
Systrar i jeans – Andra sommaren är en amerikansk romantisk komedifilm. 

## Om filmen
Filmen är en uppföljare till Systrar i jeans. Systrar i jeans – Andra sommaren hade premiär i USA den 8 augusti 2008, och släpptes på DVD i USA den 18 november 2008. I Sverige släpptes filmen den 21 januari 2009.

## Rollista (urval)
- America Ferrera – Carmen Lowell
- Blake Lively – Bridget Vreeland
- Amber Tamblyn – Tibby Tomko-Rollins
- Alexis Bledel – Lena Kaligaris
- Rachel Nichols – Julia
- Jesse Williams – Leo
- Lucy Hale – Effie
- Kyle MacLachlan – Bill Kerr
- Adrienne Bailon – tjejen i det söta paret i videofilm